# Miri (bahagian)
Miri is een deelgebied (bahagian) van de deelstaat Sarawak op Borneo in Maleisië.
Het heeft een oppervlakte van 26.777,1 km² en een inwonersaantal van circa 316.400 (2000).

## Bestuurlijke indeling
De bahagian Miri is onderverdeeld in twee districten (daerah):
- Miri (district)
- Marudi

## Bezienswaardigheden
- Nationaal park Gunung Mulu

Betong · Bintulu · Kapit · Kuching · Limbang · Miri · Mukah · Samarahan · Sarikei · Sibu · Sri Aman